# Бранш, Жорж
Жорж Бранш (фр. George Branche; род. 3 апреля 1953) — сьерра-леонский легкоатлет, выступавший в беге на средние дистанции. Участник летних Олимпийских игр 1980 года.

## Биография
Жорж Бранш родился 3 апреля 1953 года.
В 1980 году вошёл в состав сборной Сьерра-Леоне на летних Олимпийских играх в Москве. В беге на 800 метров занял в четвертьфинальном забеге последнее, 7-е место, показав результат 1 минута 54,6 секунды и уступив 5 секунд попавшему в полуфинал с 5-го места Мусе Лулиге из Танзании. В беге на 1500 метров занял в четвертьфинальном забеге 10-е место с результатом 4.03,84, уступив 19,42 секунды попавшему в полуфинал с 4-го места Алексу Гонсалесу из Франции. В эстафете 4х400 метров команда Сьерра-Леоне, за которую также выступали Уильям Акаби-Дэвис, Джимми Массаллай и Сар Кендор, заняла в полуфинале последнее, 8-е место с результатом 3 минуты 25,0 секунды, уступив 20,1 секунды попавшей в финал со 2-го места команде Бразилии.

## Личные рекорды
- Бег на 800 метров — 1.54,6 (24 июля 1980, Москва)[4]
- Бег на 1500 метров — 4.03,84 (30 июля 1980, Москва)